# Antônio Eugênio de Arêa Leão
Antônio Eugênio Portellada de Arêa Leão (Teresina, 13 de novembro de 1895 - Rio de Janeiro, julho de 1971) foi um médico micologista brasileiro.

## Vida
Antônio Eugênio Arêa Leão nasceu em Teresina em 13 de novembro de 1895, filho de Raimundo de Arêa Leão, político piauiense, e de Joana Portellada de Arêa Leão. Era irmão dos políticos Humberto de Arêa Leão e Raimundo de Arêa Leão. Seguiu carreira e profissão diferente.

### Formação
Em 1919, diplomou-se em medicina na Faculdade de Medicina do Rio de Janeiro. 

### Profissão
Ingressou no Instituto Oswaldo Cruz em 1920, onde atuou no estudo da micologia. Nessa especialidade contribuiu muito para a taxonomia e o conhecimento e descrição dos fungos e suas patologias. Dedicou a sua vida ao estudo de fungos e realizou descobertas fundamentais de inúmeras espécies existentes.
São de sua descrição, na contribuição taxonômica:
- Acremoniella lutzi (1939)
- Acremoniella rugulosa (1934)
- Cephalosporium recifei (1934)
- Cladosporium langeronii (1927)
- Coelomyces ciferii (1965)
- Lacazia loboi (1940)
- Piedraia hortae (1928)[nota 1]
- Trichosporon minor (1940)

Nessa área de micologia e de taxonomia trabalhou em colaboração com outros profissionais, como Jorge Lobo e Olímpio da Fonseca Filho, assinando mais de uma centena de trabalhos científicos. Fez parte da comitiva de cientistas que recepcionou Albert Einstein em sua visita ao Brasil em 1925.
Entre seus discípulos e colaboradores destacaram-se Amadeu Cury , Nery Guimarães, Masao Goto e Milton Thiago de Mello.

### Prêmio
Em 1964, Antônio de Arêa Leão recebeu a ordem do mérito médico.
Morreu em julho de 1971, no Rio de Janeiro.